# 심상우
심상우(沈相宇, 1938년 5월 7일 ~ 1983년 10월 9일)는 대한민국 기업인 겸 언론인 출신의 국회의원이다.
호남전기공업과 전남매일신문 등을 운영하다가 1980년에 정계에 입문, 민주정의당에 참여하였다. 이후 국회의원에 당선되어, 민주정의당 총재 비서실장이 되었고, 국무총리 비서실 특별보좌관직을 겸직하였다. 1983년 국무총리 비서실 특별보좌관 직책으로 전두환 당시 대통령의 아시아 5개국 순방을 수행했다가 아웅 산 묘역 테러 사건으로 사망하였다.

## 생애

### 출신과 가계
그의 아버지 심만택(沈滿澤)은 호남전기공업(현재의 로케트 전지)의 창업주이자 초대 사장이고 그의 첫째 형 심상하(沈相夏)는 호남전기공업을 재벌 대기업으로 성장시켜 호남전기그룹 초대 회장이 되었다. 개그맨 심현섭의 부친이다.

### 언론 활동과 정계 데뷔
호남전기공업 사장, 전남매일신문(현재의 광주일보) 사장, 광주일보 초대 회장 등을 거쳐, 1980년, 전두환 대통령이 취임하자, 청와대 비서관으로 발탁되었고, 1981년 제11대 총선에서, 전남 광주 동구·북구 민주정의당 국회의원에 당선되어 민주정의당 전두환 총재 비서실장(청와대 대통령실장)에 임명되었다. 당시에는 대통령이 집권 여당의 총재를 겸하였다.
1983년 그는 민정당 총재 비서실장이었는데, 국무총리 비서실 특별보좌관에도 임명되어 겸직하였다.

### 아웅산 묘소 사태
1983년 가을에는 전두환 당시 대한민국 대통령의 아시아 5개국 순방에 수행원의 한 사람으로 수행하였다. 그러나 1983년 10월 9일 미얀마(버마)의 수도 양곤(랭군)에 위치한 아웅 산 묘역에서 전두환 대통령 도착 직전 예행연습 도중, 조선 인민군의 특무대원들에 의해 비밀리에 설치된 아웅 산 묘역 테러 사건으로 인해 현장에서 사망하였다. 사이렌 소리를 듣고 전두환 대통령이 도착한 줄 안 조선인민군 특무대원들은 바로 아웅산 국립묘지 건물 처마에 장착한 다이너마이트의 버튼을 눌렀고, 현쟁 취재진 등 80여 명이 현장에서 사상하였다. 그 당시 전두환 대통령은 숙소 출발이 조금 지연되어 화를 면하였다.

### 사후
사건 후 시신은 국내로 송환되어 국민훈장 무궁화장 (국민훈장 1등급, 국민훈장 최고등급)이 추서되고, 합동 국민장이 치러졌다. 서울특별시 동작구 동작동 국립묘지 현충원 국가유공자 제1묘역에 안장되었다.
생전 그의 성격은 아들 심현섭 이상이라 할 만큼이나 분위기 메이커로서 주변 사람들을 즐겁게 하였으며 개그맨 심현섭은 그런 아버지의 성격을 닮아 개그맨으로 성공했다.

## 학력
- 광주수창초등학교 졸업 (27회)
- 광주서중학교 졸업 (29회)
- 광주제일고등학교 졸업 (2회)[12]
- 미국 몬타나 주립 대학교 공과대학 산업공학과 학사[1][13]
- 전남대학교 대학원 산업공학 석사[1]

## 상훈
- 1970년 3월 3일 철탑 산업훈장[14]
- 1983년 10월 11일 국민훈장 무궁화장 (국민훈장 1등급, 국민훈장 최고등급)[15]

## 묘소
- 서울특별시 동작구 동작동 국립묘지 현충원 국가유공자 제1묘역[5][11]

## 역대 선거 결과
|  | 41.41% |

|  | 22.96% |